# Preußischer VT 101 bis VT 103
Die VT 101 bis VT 103 waren fünfachsige dieselelektrische Triebwagen der Preußischen Staatsbahn.

## Geschichte
Die Preußische Staatsbahn hatte schon in den Jahren 1909 bis 1914 insgesamt 20 ähnliche Fahrzeuge mit Ottomotor beschafft, die sich im Betriebseinsatz bewährten. Nachteilig waren jedoch die hohen Betriebskosten durch den verwendeten Kraftstoff Benzol.
Im Jahr 1913 bestellte die Preußische Staatsbahn drei Fahrzeuge mit Dieselmotor bei der Waggonfabrik Gebrüder Gastell in Mainz. Brown, Boveri & Cie (BBC) in Mannheim lieferte die elektrische Ausrüstung, der Viertaktdieselmotor stammte von der Schweizer Firma Gebrüder Sulzer in Winterthur. Ausgeliefert wurden die drei bestellten Triebwagen im Jahr 1914, unmittelbar am Beginn des Ersten Weltkrieges. Sie erhielten die Nummern VT 101 Hannover bis VT 103 Hannover. Der VT 101 wurde 1914 auf der Baltischen Verkehrsausstellung in Malmö präsentiert.
Weitestgehend identische Fahrzeuge erwarben 1914 auch die Königlich Sächsischen Staatseisenbahnen als DET 1–2 von der Waggonfabrik Rastatt. Wesentlichster Unterschied zu den preußischen Fahrzeugen war die stärkere Motorisierung.
Wegen kriegsbedingten Kraftstoffmangels kamen die Triebwagen schließlich kaum zum Einsatz. Am Ende des Krieges waren sie abgestellt. Da sich eine Wiederinbetriebnahme wegen des hohen Aufwandes nicht mehr lohnte, musterte man sie dann aus. In den Bestand der 1920 gegründeten Deutschen Reichsbahn gelangten sie nicht mehr.

## Technische Merkmale
Der Dieselmotor mit dem Gleichstromgenerator lagerte aus Gewichtsgründen über dem dreiachsigen Laufdrehgestell unter einem Vorbau. Der elektrische Fahrmotor lagerte mittig im zweiachsigen Triebdrehgestell am anderen Fahrzeugende. Er war als Doppelmotor ausgeführt. Über eine Blindwelle und Kuppelstangen wurden beide Treibachsen im Drehgestell angetrieben. Der Dieselmotor hatte 95,5 Liter Hubraum.
Zur Heizung des Fahrgastraumes diente die Abwärme des Kühlwassers, die Beleuchtung erfolgte elektrisch.